# Chiesa dell'Ospedaletto
La chiesa dell'Ospedaletto, o Santa Maria dei Derelitti, è un edificio religioso della città di Venezia, situato nel sestiere di Castello.

## Storia
La chiesa venne realizzata nel 1575 nell'area originalmente detta "del bersaglio", che ospitava l'ospedale eretto da san Gerolamo Emiliani nel 1528 ed ospitava malati, pellegrini e orfani di entrambi i sessi.
Esso si affaccia sulla Barbaria delle Tole, calle che prese il nome dal fatto che qui approdava gran parte del legname, tole ("tavole") in lingua veneta. Quanto al termine "barbarìa", sono state avanzate numerose ipotesi, quali: l'opinione comune di una certa rozzezza (barbarie) dei lavoranti del legname in quella località, il lavoro di ripulitura del legname dalle "barbe", la forte presenza di botteghe di barbieri nella zona, la possibile connessione del commercio di legname con paesi della costa berbera.
Questo edificio appartiene ora all'IRE, Istituzioni di Ricovero ed Educazione, ed è parte del patrimonio della casa di riposo dei Santi Giovanni e Paolo.
Il disegno originale è del Palladio, mentre la facciata del 1670 è opera di Baldassare Longhena, eseguita grazie al lascito di Bartolomeo Cargnoni.
Il 4 maggio 2010, di fronte alla chiesa, si è sviluppato un incendio che, propagatosi all'interno, ha distrutto un dipinto della seconda metà del XVII secolo di Antonio Molinari.

## Descrizione

### Esterno

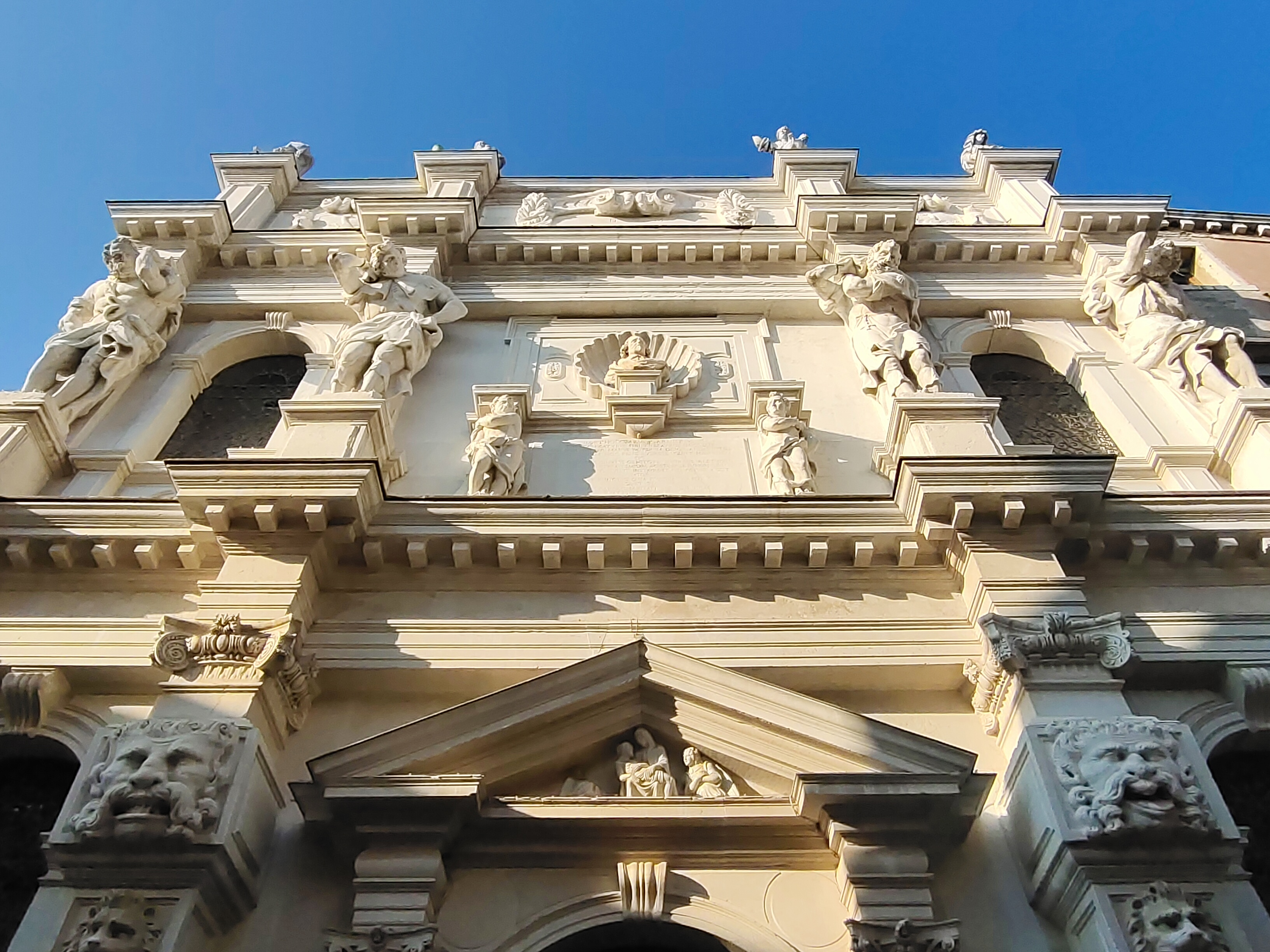
Particolare della facciata.

La facciata è strutturata su due ordini: nel primo si trova il portone, sovrastato da una ceramica del XV secolo che raffigura la Madonna addolorata e due finestre che affiancano il portone, attorniato da quattro pilastri che si ergono su quattro basamenti. Il secondo ordine ospita il busto del Cargnoni, che viene ricordato anche attraverso i suoi stemmi presenti sulla trabeazione superiore. L'edificio ospita sopra il coronamento quattro statue allegoriche della scuola dello scultore Giusto Le Court.

### Interno

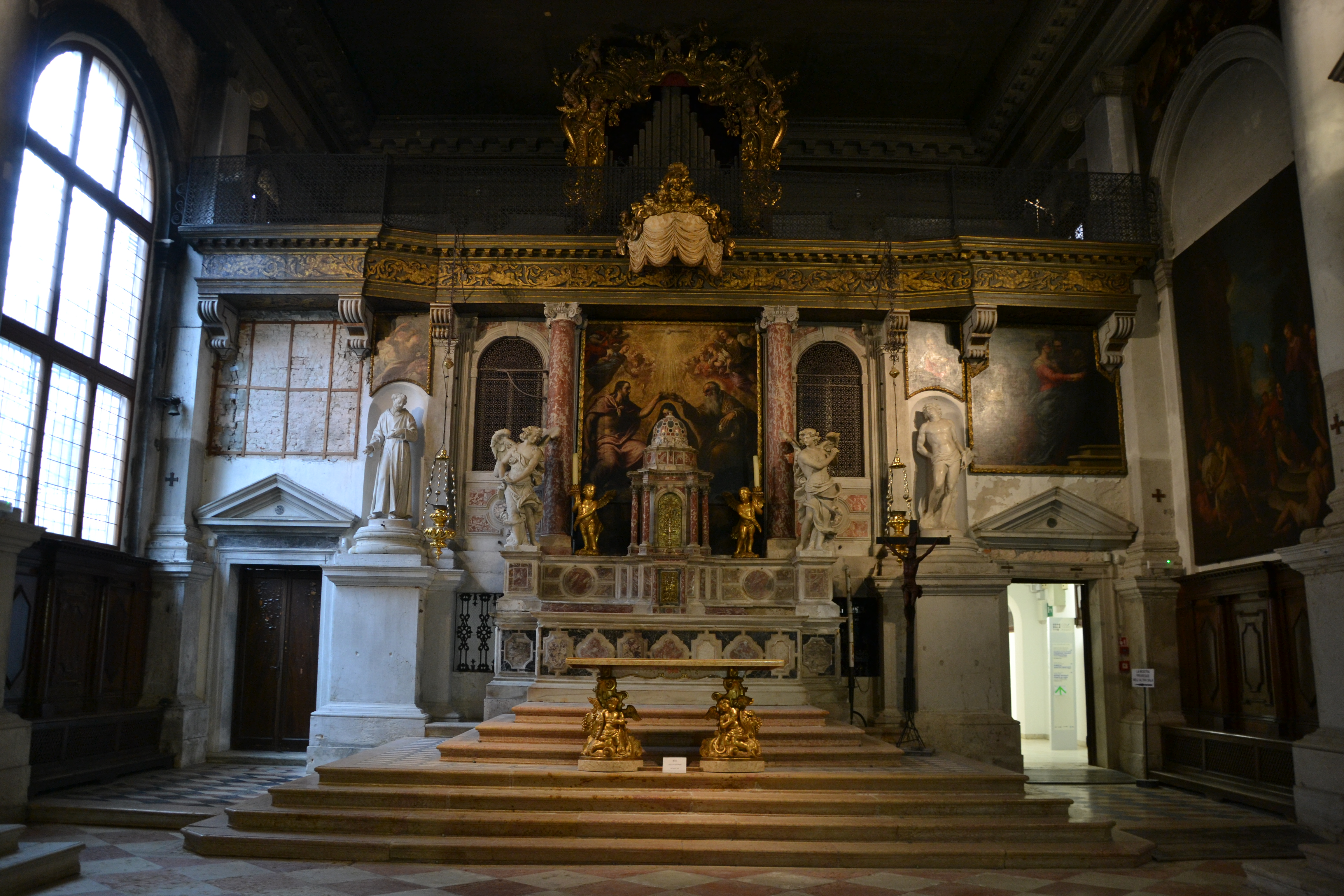
Altare maggiore.

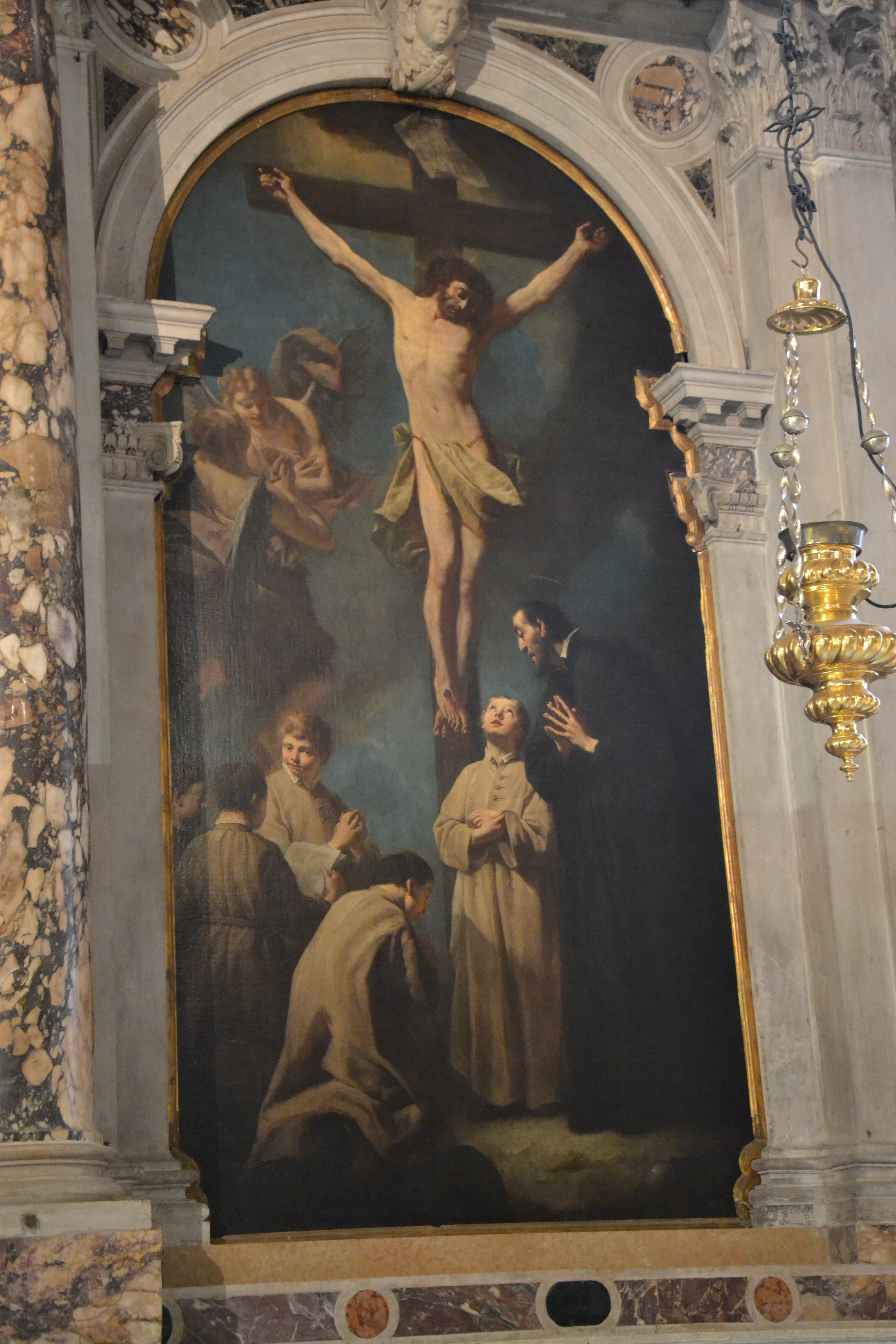
Giuseppe Angeli, Cristo in croce, san Girolamo Miani e gli orfanelli

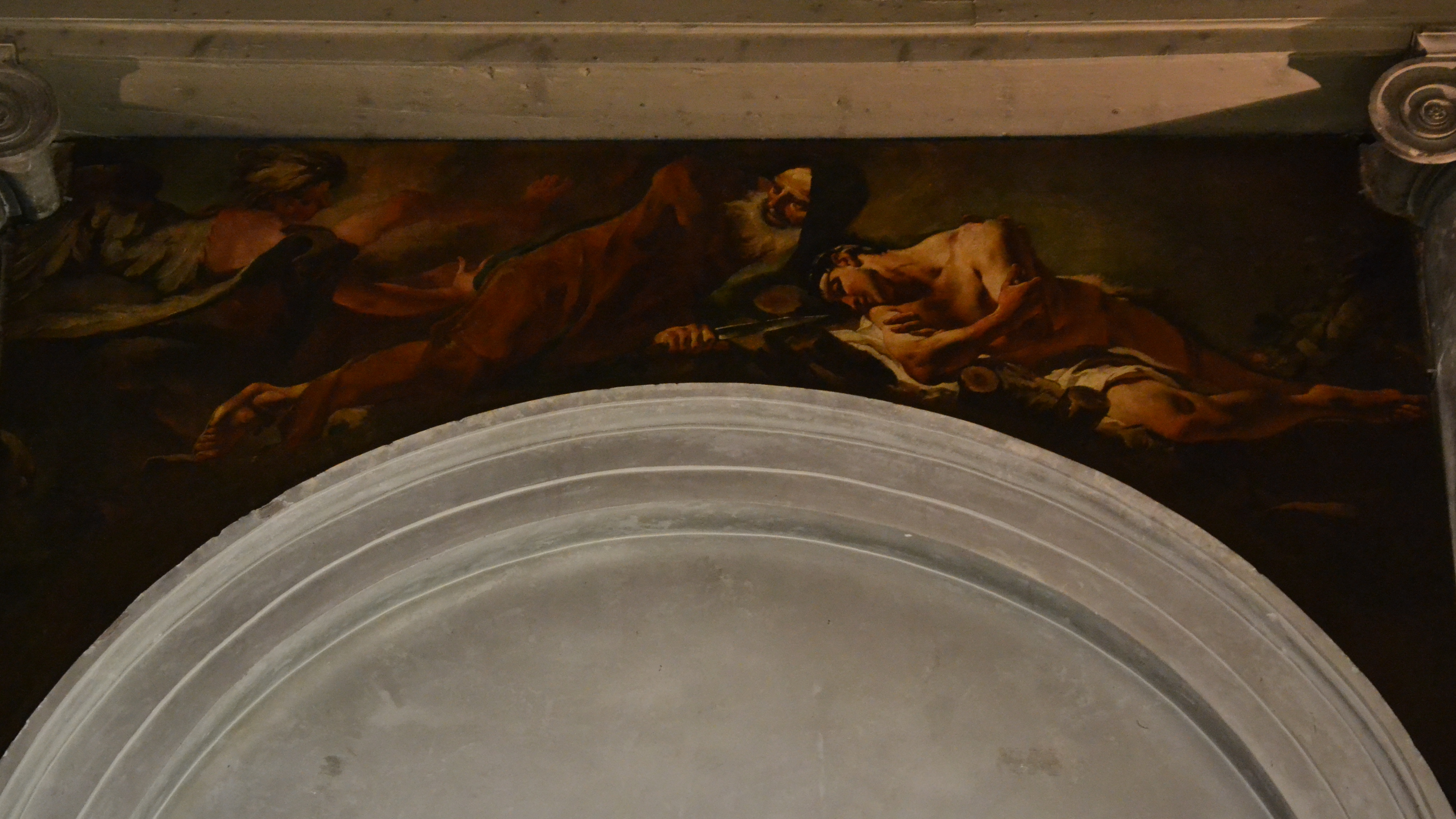
Giambattista Tiepolo, Sacrificio d’Isacco

L'interno dell'edificio è ad una sola navata; il soffitto è opera di Giuseppe Cherubini, è del 1905 e presenta tre pannelli decorativi, dei quali quello centrale rappresenta la storia della chiesa stessa.
Si possono distinguere sei altari, tre per lato, alternati a semicolonne ìoniche, ed un altare maggiore sul fondo. È costituito da un ciborio disegnato da Baldassare Longhena nel 1668, afﬁancato da due angeli adorantì scolpiti da Tommaso Ruer.  Il ciborio nasconde parzialmente la pala cinquecentesca raffigurante l'Incoronazione della Vergine, capolavoro cinquecentesco dell'allievo di Tiziano Damiano Mazza, precocemente scomparso. Ai lati sono le statue di S. Francesco e S. Sebastiano, e le tele di Antonio Molinari.
Le pale d'altare del lato destro rappresentano: Cristo deposto e santi del pittore tedesco Carl Loth; una Madonna con Bambino e i santi Giuseppe, Carlo Borromeo, Simone il Vecchio e la Veronica, di Francesco Ruschi; l'Annunciazione a Maria firmata da Jacopo Palma il Giovane, e infine La piscina probatica di Gregorio Lazzarini. Sul lato sinistro sono invece la  Madonna delle Grazie e san Girolamo e Antonio da Padova di Andrea Celesti, XVII secolo, in fondo alla parete, mentre Giuseppe Angeli rappresenta il fondatore dell'Ospedaletto nella pala con Cristo in croce e san Girolamo Miani con alcuni orfanelli, e infine di Ermanno Stroiffi, la Beata Vergine in gloria e i santi Jacopo, Francesco di Assisi e Giovanni battista. 
Interessanti sono anche le lunghe e strette tele, collocate nelle pareti laterali fra i sei arconi degli altari e la trabeazione. In esse, le figure allungate dei santi furono eseguite da diversi pittori, fra cui Giambattista Pittoni e Pietro Vecchia. Fra queste spiccano alcune fra le prime opere note di Giambattista Tiepolo: al 4° arcone di destra, il Sacrificio di Isacco,  al 3° arcone di sinistra, S. Andrea e s. Giacomo maggiore, e al 1°, S. Giovanni e s. Tommaso.

## Tradizione musicale
La chiesa ha una grande tradizione musicale, grazie ai cori delle orfane e alla presenza di un organo storico, opera di Pietro Nachini, del 1751, inserito in una cassa in legno intagliato e dorato su disegno del Longhena, presente nella vasta cantoria, posta sopra l'altare maggiore.
Il cortile è una vera e propria opera d'arte del Longhena ed è abbellito da una Vera di pozzo e da una Loggia del Settecento; le statue delle Quattro stagioni, del Longhena, danno il nome al cortile.
Da notare anche la scala ovale, in stile palladiano, sempre del Longhena, e la Sala della Musica, sorta là dove vi erano le cucine dell'ospedale di San Gerolamo Miani. La sala fu affrescata nel XVIII secolo da Jacopo Guarana e Agostino Mengozzi-Colonna 1777, allievi di Tiepolo.

### I telamoni di Giusto Le Court sulla facciata della chiesa

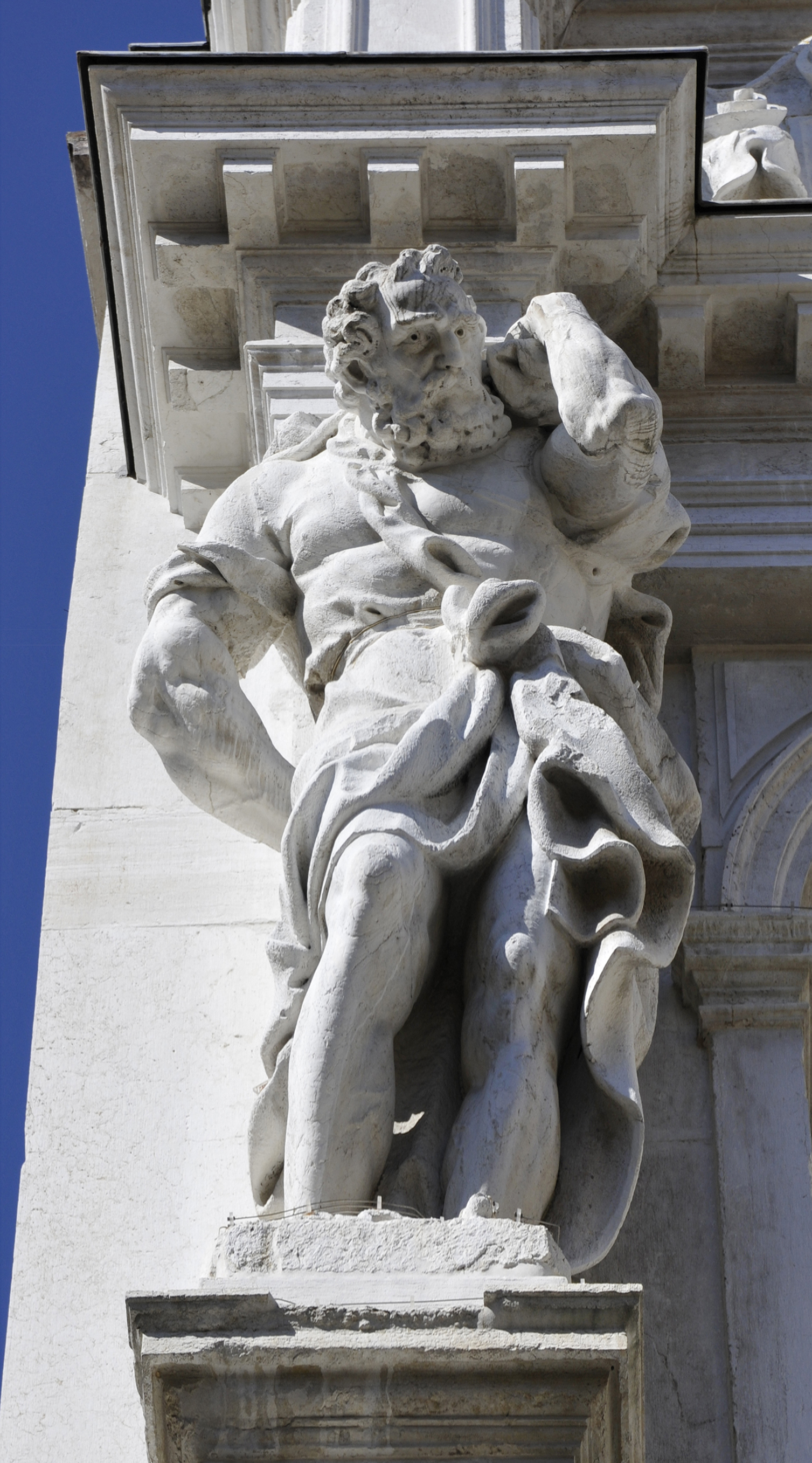
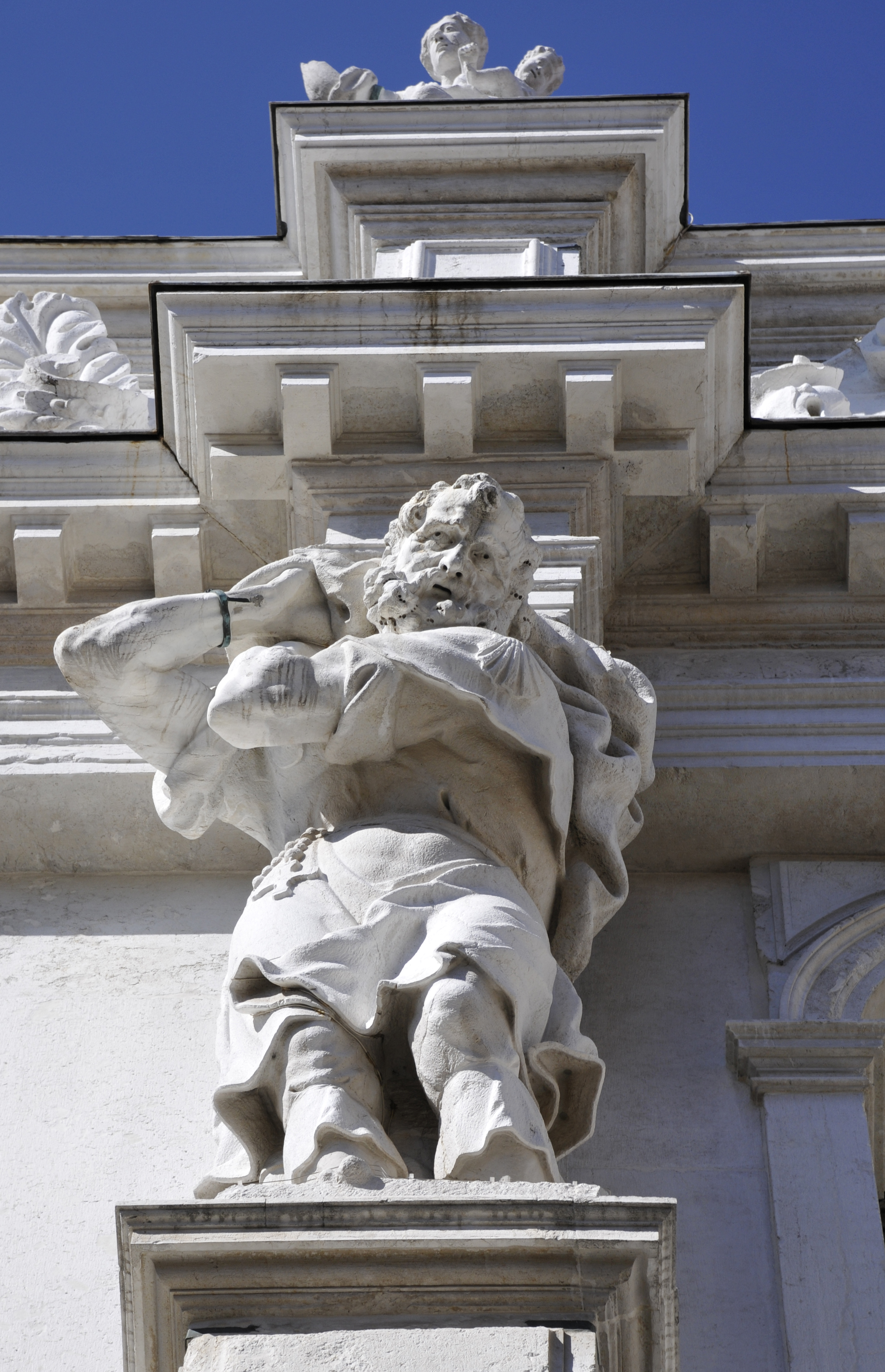
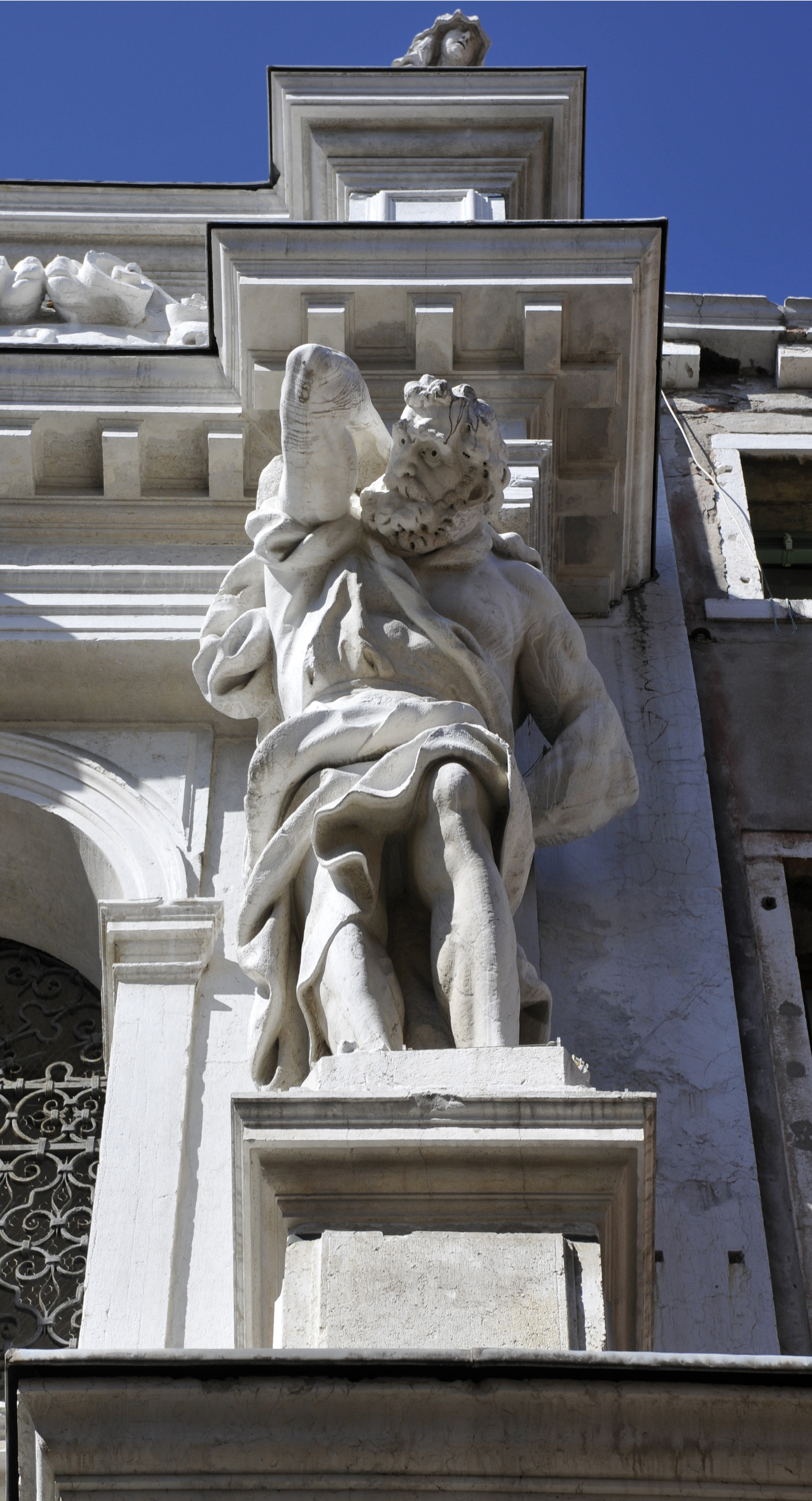
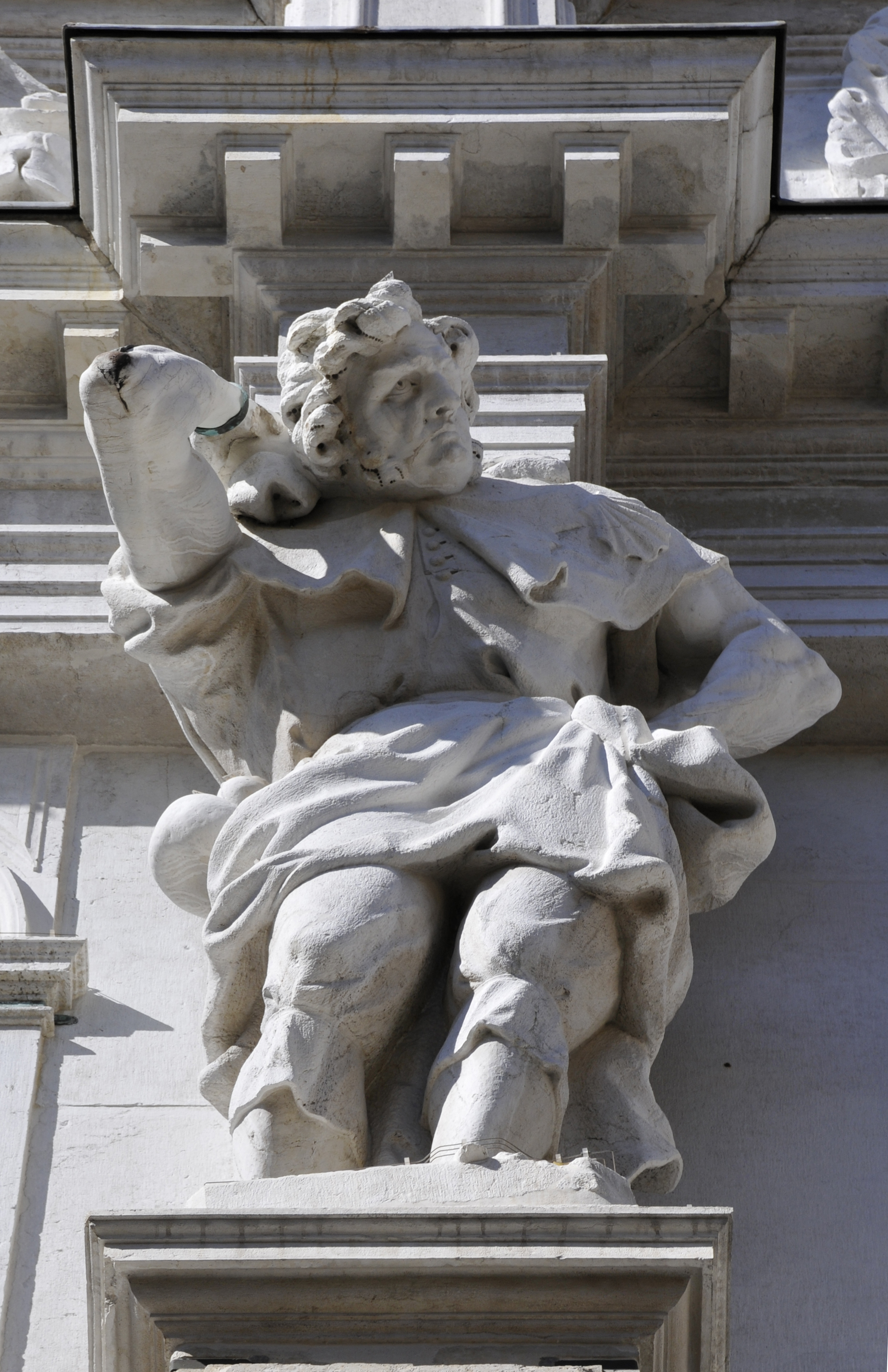